# Eupithecia multa
Eupithecia multa là một loài bướm đêm trong họ Geometridae.